# 合成コントロール法
合成コントロール法（ごうせいコントロールほう、英語: synthetic control method、略称: SCM）は、事例の比較研究において介入の効果を評価するために用いられる統計的手法である。この方法では、(1) 対照群として使用される群について、合成された重み付けされた組み合わせを作成し、(2) 介入群を比較する。この比較を行うことで「もし介入を受けていなかったら、介入群に何が起こっていたか」を推定する際に用いられる。差分の差分法（DID）とは異なり、この方法では、介入前の介入群と、より一致するように対照群を重み付けすることで、時間とともに変化する交絡因子の影響を説明することができる。合成コントロール法のもう一つの利点は、研究者が対照群を系統的に選択できることである。この手法は、政治学、医療政策、犯罪学、経済学などの分野で応用されている。
合成コントロール法は、マッチングと差分の差分法の要素を組み合わせたものである。差分法とは、政策評価によく用いられる手法で、影響を受けていない単位の集合を平均化することで、州、国、年齢層などの集合レベルでの介入の効果を推定するものである。有名な例としては、ニュージャージー州のファストフード店の最低賃金を引き上げた場合の雇用効果を、最低賃金引き上げの影響を受けていない州境を越えたフィラデルフィア州のファストフード店と比較した研究や、マリエル難民事件が犯罪に与えた影響を評価するために南部の都市の犯罪率を調べた研究などがある。
合成コントロール法は、対照群に重みを割り当てるためのより体系的な方法を提供しようとするものであると言える。通常、介入前の結果の比較的長い時系列を使用して、対照群が介入群を可能な限り反映するような方法で重みを推定する。自然災害と成長を検証する研究や、政治的な殺人事件と住宅価格を関連付ける研究など、多くの実証的な応用研究において用いられている。